# 缺裂千里光
缺裂千里光（学名：Senecio scandens var. incisus）为菊科千里光属下的一个变种。

## 扩展阅读
- 維基物種上的相關：缺裂千里光